# Страм, Майк
Майкл «Майк» Страм (англ. Michael «Mike» Strum; род. 15 июля 1963) — американский кёрлингист.
В составе мужской сборной США участник и бронзовый призёр демонстрационного турнира по кёрлингу на зимних Олимпийских играх 1992.
Играл на позиции третьего.

## Достижения
- Зимние Олимпийские игры: бронза (1992 — демонстрационный вид).
- Американский олимпийский отбор по кёрлингу: золото (1991).

## Команды
| Сезон   | Четвёртый     | Третий        | Второй          | Первый      | Запасной   | Турниры             |
| ------- | ------------- | ------------- | --------------- | ----------- | ---------- | ------------------- |
| 1991—92 | Тим Сомервилл | Майк Страм    | Бад Сомервилл   | Билл Страм  |            | АООК 1991           |
| 1991—92 | Бад Сомервилл | Тим Сомервилл | Майк Страм      | Билл Страм  | Боб Николс | ЗОИ 1992 (демо) ·   |
| 1992—93 | Тим Сомервилл | Майк Страм    | Майк Шнеебергер | Джон Гордон |            | ЧСША 1993 (4 место) |

(скипы выделены полужирным шрифтом)

## Частная жизнь
Из семьи кёрлингистов: его отец Билл Страм — трёхкратный чемпион мира, пятикратный чемпион США, участник зимних Олимпийских игр 1988 и 1992 (в 1992 Майк играл на Олимпиаде в одной команде с отцом). Мать Майка, жена Билла, Бетти, также играла в кёрлинг в течение 25 лет, в том числе на национальном уровне. Известными американскими кёрлингистами также являются дядя Майка, свояк Билла — Бад Сомервилл (они женаты на сёстрах) и сын Бада, Тим Сомервилл, также участники олимпийской команды в 1992.